# Campionat del Món d'esgrima de 1950
El Campionat del Món d'esgrima de 1950 fou la sisena edició del Campionat del Món d'esgrima. Es va disputar a Montecarlo, Mònaco.

## Resultats

### Resultats masculins
| Proves            | Or | Plata                                                                                                   | Bronze |
| Floret individual | Renzo Nostini | Jehan Buhan                                                                                             | Jacques Lataste                                                                                                   |
| Floret per equips | ItàliaManlio Di Rosa · Edoardo Mangiarotti · Alessandro Mirandoli · Renzo Nostini · Giorgio Pellini · Saverio Ragno   | FrançaRené Bougnol · Jéhan Buhan · Christian d'Oriola · Jacques Lataste · Adrien Rommel · Claude Netter | EgipteOsman Abdel Hafeez · Salah Desuki · Roland Steinauer · Hasan Hosni Taufik · Mahmud Yunes · Mohamed Zulficar |
| Espasa individual | Mogens Lüchow | Carl Forssell                                                                                           | Dario Mangiarotti                                                                                                 |
| Espasa per equips | Itàlia Giorgio Anglesio · Giuseppe Delfino · Edoardo Mangiarotti · Dario Mangiarotti · Fiorenzo Marini · Carlo Pavesi | FrançaRené Bougnol · Jéhan Buhan · Henri Guérin · Maurice Huet · Claude Nigon · Michel Pécheux          | SuèciaIngemar Bondeson · Per Carleson · Sven Fahlman · Carl Forssell · Berndt-Otto Rehbinder · Nils Rydström      |
| Sabre individual  | Jean Levavasseur | Vincenzo Pinton                                                                                         | Gastone Darè |
| Sabre per equips  | ItàliaGastone Darè · Arturo Ferrando · Roberto Ferrari · Aldo Montano · Vincenzo Pinton · Mauro Racca                 | FrançaJacques Lefèvre · Jean Levavasseur · Jean Parent · Maurice Piot · Jean-François Tournon<          | EgipteAhmed Abu-Shadi · Salah Desuki · Mohamed Abdel Rahman · Roland Steinauer · Mahmud Younes · Mohamed Zulficar |

### Resultats femenins
| Proves            | Or                                                                                          | Plata                                                                                 | Bronze |
| Floret individual | Ellen Müller-Preis Renée Garilhe                                                            |                                                                                       | Frederiike Filz                                                                                               |
| Floret per equips | FrançaJacqueline Baudot · Odette Drand · Renée Garilhe · Françoise Gouny · Lylian Guyonneau | DinamarcaSolveig Jørgensen · Edith Knudsen · Kate Mahaut · Grete Olsen · Ulla Barding | Regne UnitElizabeth Carnegy-Arbuthnott · Caroline Drew · Mary Glen-Haig · Gillian Sheen · Margaret Somerville |

## Medaller
| Posició | País       | Or | Plata | Bronze | Total |
| 1       | Itàlia     | 4  | 1     | 2      | 7     |
| 2       | França     | 3  | 4     | 1      | 8     |
| 3       | Dinamarca  | 1  | 1     | 0      | 2     |
| 4       | Àustria    | 1  | 0     | 1      | 2     |
| 5       | Suècia     | 0  | 1     | 1      | 2     |
| 6       | Egipte     | 0  | 0     | 2      | 2     |
| 7       | Regne Unit | 0  | 0     | 1      | 1     |